# Sixto Durán Ballén (Manabí)
Sixto Durán Ballén oder Arq. Sixto Durán Ballén ist eine Parroquia rural („ländliches Kirchspiel“) im Kanton 24 de Mayo der ecuadorianischen Provinz Manabí. Die Parroquia besitzt eine Fläche von 79,79 km². Die Einwohnerzahl lag im Jahr 2010 bei 3952. Verwaltungssitz ist Las Pajitas. Am 1. Oktober 1997 wurde die Parroquia gegründet. Namensgeber war Sixto Durán Ballén, von 1992 bis 1996 Präsident von Ecuador. Der Namenszusatz "Arq." bezieht sich auf dessen Beruf als Architekt.

## Lage
Die Parroquia Sixto Durán Ballén liegt in der Cordillera Costanera, etwa 50 km von der Pazifikküste entfernt. Der etwa 90 m hoch gelegene Hauptort Las Pajitas befindet sich am Nordufer des Río Puca 27,5 km südöstlich des Kantonshauptortes Sucre. Las Pajitas liegt an einer Nebenstraße, welche die Orte Olmedo und Paján miteinander verbindet. Der Río Puca, ein Nebenfluss des Río Daule, fließt entlang der südöstlichen Verwaltungsgrenze nach Nordosten und entwässert dabei das Areal.
Die Parroquia Sixto Durán Ballén grenzt im Nordosten an die Parroquia Olmedo (Kanton Olmedo), im Südosten an die Parroquia Alejo Lascano (Kanton Paján), im Südwesten an die Parroquia Campozano (ebenfalls im Kanton Paján), im Westen und im Nordwesten an die Parroquia Noboa sowie im Norden an die Parroquia Bellavista.